# Kunle Odunlami
Ebenezer Odunlami Kunle (Lagos, 1990. március 5. –) nigériai válogatott labdarúgó, jelenleg a szudáni Al-Merrikh SC védője.

## Pályafutása

### Klubcsapatokban
Obanor 2013 és 2016 között a nigériai élvonalbeli Sunshine Stars FC játékosa volt. 2016 óta a szudáni Al-Merrikh SC játékosa. 

### Válogatottban
Tagja volt a 2014-es labdarúgó-világbajnokságon szereplő nigériai válogatottnak, habár a tornán nem lépett pályára.